# Tonincanaque
Tonincanaque är en ort i Mexiko.   Den ligger i kommunen Motozintla och delstaten Chiapas, i den sydöstra delen av landet, 900 km sydost om huvudstaden Mexico City. Tonincanaque ligger 2 635 meter över havet och antalet invånare är 226.
Terrängen runt Tonincanaque är bergig åt sydost, men åt nordväst är den kuperad. Tonincanaque ligger uppe på en höjd. Runt Tonincanaque är det ganska tätbefolkat, med 172 invånare per kvadratkilometer. Närmaste större samhälle är Motozintla de Mendoza, 13,4 km norr om Tonincanaque. I omgivningarna runt Tonincanaque växer i huvudsak städsegrön lövskog.